# Брилінський Дмитро Михайлович
Дмитро́ Миха́йлович Брилі́нський (10 вересня 1916 — 10 березня 1999) — український педагог, краєзнавець.

## Біографія
Народився у селі Сирватинці Городоцького району Хмельницька області в селянській родині.
Закінчив Сирватинецьку семирічку, 4-й курс робітфаку при Кам'янець-Подільському інституті народної освіти, філологічний факультет Ніжинського педагогічного інституту імені Миколи Гоголя (1939), Хмельницький університет марксизму-ленінізму (відділ журналістики).
Працював викладачем Кам'янець-Подільського педагогічного училища, вчителем української мови та літератури, логіки, психології, завучем середньої школи, викладачем вечірньої школи у Городку на Смотричі.
Відмінник народної освіти України, нагороджений медаллю Антона Макаренка, двома грамотами Міністерства освіти України.
Учасник німецько-радянської війни. Кавалер ордена Вітчизняної війни другого ступеня та медалі «За відвагу». Має інші урядові нагороди.
Робсількор від 1936 року. Започаткував літературне краєзнавство в Україні. Популяризатор літератури рідного краю — Поділля.
Учасник Всесвітнього форуму українців (Київ, 1992).

## Творчість
Автор книжок:
- «Матеріали до словника подільських говірок»,
- «Словник подільських говірок»,
- «Україно, моя Україно» (1998),
- «Загадки» (1996),
- «Письменники і Хмельниччина» (1998),
- «З людьми і для людей» (2002).

Автор багатьох журнальних статей. Серед них:
- Місце і роль Бога у творчості Тараса Шевченка // Дивослово. — 1995. — № 3. — С. 42—45.

Добірку віршів опубліковано в альманасі «Городок над Смотричем» (2006). У більшій частині творчий доробок залишився неопублікованим 